# Jacopo Sarno
Pour les articles homonymes, voir Sarno (homonymie).
 (mai 2024).
Jacopo Furio Sarno est un musicien et chanteur italien né le 1er septembre 1989 à Milan.
Il fait partie de nombreuses sitcoms produites par Mediaset.

## Productions
- Album de musique : 
  - 1989 (en 2009)

- Film :
  - Il soffitto (1996)
  - Fantozzi 2000 - La clonazione (1999)
  - A Natale mi sposo (2010)

- Théâtre :
  - Roméo et Juliette au Teatro Verdi de Milan (2004)
  - Le Songe d'une nuit d'été au Teatro Verdi de Milan (2005)
  - Le Bourgeois gentilhomme (2005)
  - High School Musical On Stage! (2008-2009)
  - The Full Monty (comédie musicale) (2013)